# Етнічна чистка
Етні́чні чи́стки — політика, спрямована на насильницьке вигнання з певної території осіб іншої етнічної приналежності, при цьому «етнічні чистки» можуть приймати найрізноманітніші форми, від масового переселення етнічних груп і примусу до еміграції до депортації і геноциду. У загальному плані етнічні чистки означають будь-який вид витіснення «небажаних» груп населення з даної території з причин, пов'язаних з релігійною або національною дискримінацією, з політичних, стратегічних чи ідеологічних міркувань — або комбінації вищезгаданих причин.
Генеральна Асамблея ООН признала етнічну чистку однією з форм геноциду, сформулювавши значення терміна так:
|  | це цілеспрямована політика, розроблена однією етнічною чи релігійною групою для випровадження населення іншої етнічної чи релігійної групи з визначених географічних районів насильницькими та методами, які призводять до терору. Вона здійснюється під прикриттям псевдо-націоналізму, історичних образ та могутнього двигуна — почуття помсти — з ціллю окупації території та випровадження з неї тієї групи чи груп, у відношенні котрих здійснюється ця дія. Етнічна чистка ведеться з використанням вбивств, катування, свавільних арештів та затримань, позасудових страт, зґвалтувань та сексуальних посягань, насильницького вигнання, переміщень та депортації цивільного населення, цілеспрямованих воєнних нападів чи загроз, нападів на населення і райони, безглуздого знищення власності. |

## Походження терміна
Термін «етнічна чистка» увійшов до міжнародного лексикону як кальки з сербсько-хорватського виразу «etničko čišćenje». У 1990-ті роки засоби масової інформації колишньої Югославії регулярно використовували цей вираз стосовно політики, що проводилася в ході громадянської війни в цій країні. Приблизно 1992 року його запозичили міжнародні мас-медіа. Можливо, що цей термін з'явився ще до розпаду Югославії у військовій доктрині колишньої Югославської Народної Армії, у якій йшлося про «очищення території» (сербохорв. čišćenje terena, порівн. рос. зачистка у Чеченській кампанії Росії 90-их) від ворога для забезпечення повного контролю над захопленим районом. Витоки цієї доктрини неясні — можливо, це було спадщина партизанської війни на території Югославії під час Другої світової війни.
Етнічні чистки широко застосовувалися і в інших країнах, наприклад у СРСР за часів Сталіна. Етнічним чисткам у комуністичні часи була піддана значна кількість народів, зокрема Польщею проти українців та українців проти поляків.